# 哈贾尔·哈勒迪
哈贾尔·哈勒迪（阿拉伯语：‎，1995年3月17日—），巴林女子田径运动员，主攻100米和200米短跑，2018年亚洲运动会女子4×100米接力金牌得主、2022年亚洲运动会女子100米铜牌得主。